# S.A. Bruxelloise d’Auto Transport
S.A. Bruxelloise d’Auto Transport, (voormalig Polydore Vanderschuren et Compagnie en Tram-Car Nord-Midi) was een vervoerbedrijf dat stads- en streekvervoer exploiteerde in de gemeente Brussel.

## Geschiedenis
S.A. Bruxelloise d’Auto Transport is ontstaan toen in 1890 ontstaan als Polydore Vanderschuren et Compagnie. Dit bedrijf exploiteerde toen een paardentramlijn tussen Station Brussel-Noord en Station Brussel-Zuid. In mei 1894 werd de naam veranderd in Tram-Car Nord-Midi. In februari 1906 bestelt het bedrijf zijn eerste bus en begint vanaf dat moment een buslijn te exploiteren ter vervanging van de paardentram.
Op 28 april 1915 moest de maatschappij, vanwege de Eerste Wereldoorlog, zijn activiteiten staken en kon pas in 1919 zijn activiteiten hervatten. In 1920 werden er nog enkele bussen meer besteld en in 1922 veranderde het bedrijf voor de laatste keer zijn naam naar S.A. Bruxelloise d’Auto Transport. Vanaf december 1924 werden de bussen die de Bruxelloise d’Auto Transport toen in dienst had langzaamaan vervangen door 24 nieuwe bussen. Echter zou dit niet lang duren, want in 1926 werd het bedrijf door een koninklijk besluit opgeheven en de lijn ging over naar Les Autobus Bruxellois.